# アーサー王の死

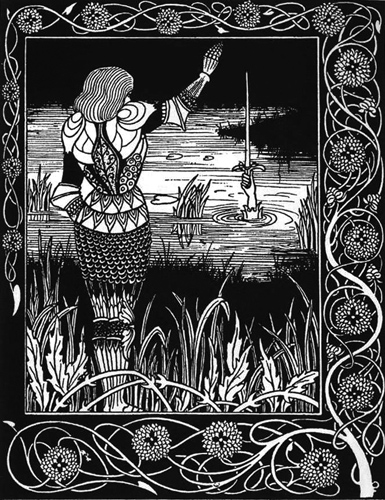
オーブリー・ビアズリー『エクスカリバーを水に投げ入れるベディヴィア』(1894)

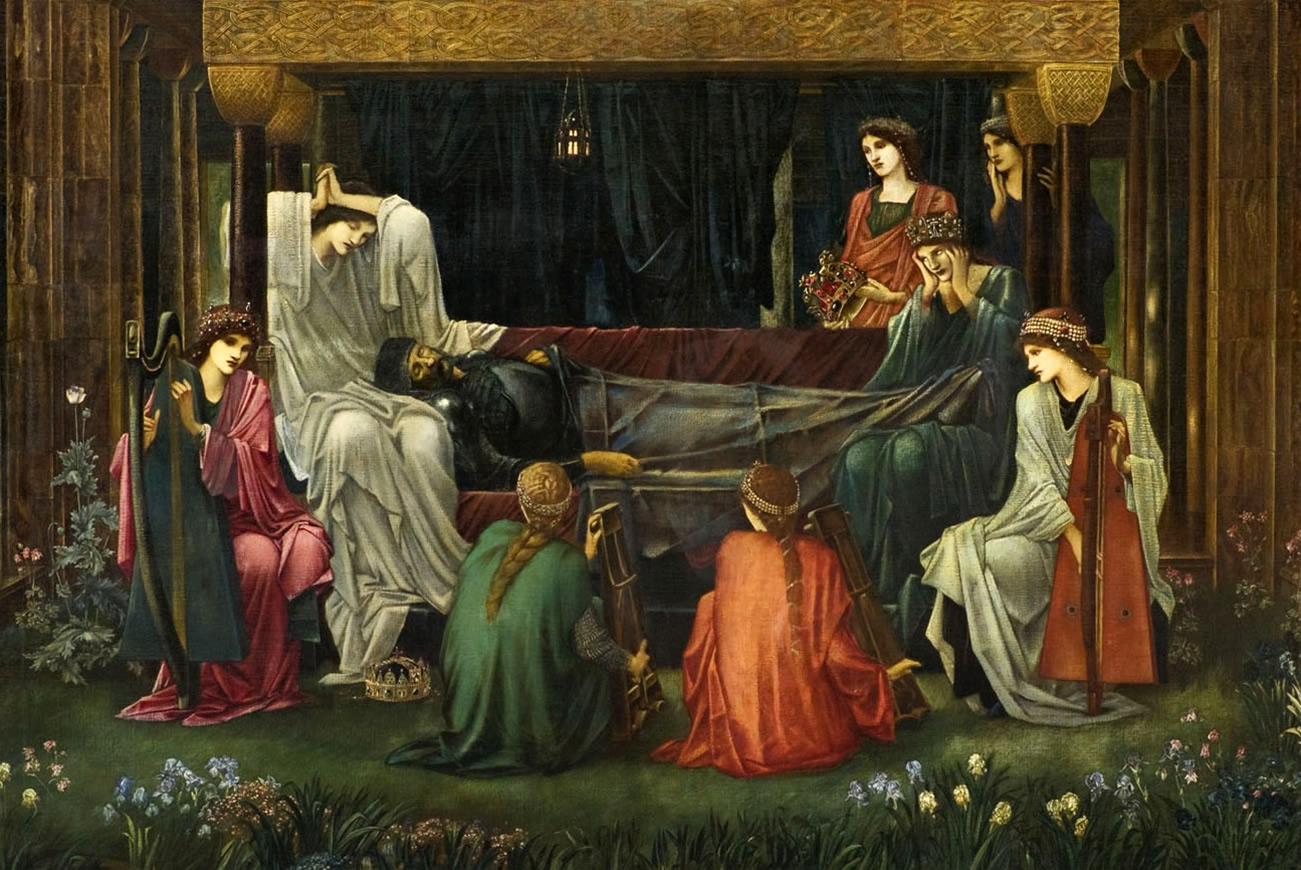
エドワード・バーン＝ジョーンズ『アーサー王の最後の眠り』(1898)

『アーサー王の死』（アーサーおうのし、Le Morte d'Arthur） は、15世紀後半にウェールズ人の騎士トマス・マロリーによって書かれた長編作品。内容はアーサー王の出生にはじまり、円卓の騎士たちの活躍、ランスロットとグィネヴィアの不義、最後の戦い、アーサー王の死までを含む、中世のアーサー王文学の集大成ともいえる作品である。
作者トマス・マロリーは、1450年代初期からこの長大な作品の制作を開始し、1450年代のたびたびの投獄中にもこの大作の執筆を続け、出獄後、早くとも死（1471年3月14日）の2年前より遅い時期、かつ1470年までにこの大作を完成したとされている。そしてトマス・マロリーの死後の1485年、出版業者ウィリアム・キャクストンの手によって印刷・出版された。1934年にウィンチェスター・カレッジで作品の写本、通称「ウィンチェスター写本版」が発見されるまでは、この1485年の通称「キャクストン版」が最古で、トマス・マロリーの原典に最も近いとされていた。
ウィンチェスター写本版の発見によって、トマス・マロリーが1470年までに書き上げた段階では本書は『アーサー王と高貴な円卓の騎士』（The Hoole Book of Kyng Arthur and of His Noble Knyghtes of The Rounde Table）という題であったが、ウィリアム・キャクストンが1485年にこれを出版する際、『アーサー王の死』（中世フランス語で Le Morte Darthur）と改題したと判明した。現代英語圏では、トマス・マロリーの意思と構成を尊重し、様々な作家が、原題に準ずる題名で、アーサー王伝説、円卓の騎士物語、トリスタンとイゾルデ伝説、聖杯伝説などを脚色した作品を主に若者向けに出版している。
1892-93年にJ.M.Dent, London が1800冊限定で出版した2冊本は オーブリー・ビアズリーが挿絵を手掛けており、井村君江訳による筑摩書房版の表紙にも使われた。
1953年にPuffin Booksで出版された児童向けのロジャー・ランセリン・グリーンの本はその後何度も復刻されている。

## 日本語訳
- 井村君江訳 『アーサー王物語』 筑摩書房（全5巻）、2004-2007年。キャクストン版の完訳。

1)ISBN 978-4-48-083197-2 2)ISBN 978-4-48-083198-9 3)ISBN 978-4-48-083199-6 4)ISBN 978-4-48-083200-9 5)ISBN 978-4-48-083201-6
- サー・トマス・マロリー 著、中島邦男・小川睦子・遠藤幸子 訳『完訳 アーサー王物語』 上、青山社、1995年12月、655頁。ISBN 978-4-91-586563-3。
- サー・トマス・マロリー 著、中島邦男・小川睦子・遠藤幸子 訳『完訳 アーサー王物語』 下、青山社、1995年12月、622頁。ISBN 978-4-91-586564-0。
  - ウィンチェスター写本版での完訳。中島邦男（なかじまくにお、1925-2014年）は、日本大学名誉教授。
- 厨川文夫・厨川圭子 共編訳 『アーサー王の死　中世文学集1』 ちくま文庫、1986年9月。ISBN 978-4-48-002075-8
  - キャクストン版の抄訳。トリスタン挿話や聖杯伝説は未収録。

## 研究書
- 中尾祐治『トマス・マロリーのアーサー王伝説　テキストと言語をめぐって』中部大学、2005年
- 四宮満『アーサー王の死　トマス・マロリーの作品構造と文体』法政大学出版局、1991年

## 注・出典
1. ↑  キャクストンによる題名は、原書（全8話構成）の最終話の題名「円卓の騎士たちの分裂とアーサー王の死」から、その一部を借用しているに過ぎない。生誕から死までのアーサー王伝説、円卓の騎士伝説、トリスタンとイゾルデ伝説、聖杯伝説などを含む作品全体の題名としては『アーサー王の死』は当時から不適切とされてきた。
2. ↑  Morte D'Arthur. The Birth Life and Acts of King Arthur of His Noble Knights of the Round Table Their Marvellous Enquests and Adventures The Achieving of the San Greal and in the End Le Morte Darthur With the Dolorous Death and Departing Out of This World of Them All (Two Volumes) Malory, Sir Thomas. Introduction by Professor Rhys. Embellished with Many Original Designs by Aubrey Beardsley, Published by J.M. Dent, London, 1893
3. ↑  King Arthur and His Knights of the Round Table、日本語訳は『アーサー王物語』厨川文夫・厨川圭子 編訳、岩波少年文庫、1957年 のち改版。ISBN 978-4001130577